# Щириця Юхим Онуфрійович
Юхи́м Ону́фрійович Щири́ця  (* 1890 — † 1 червня 1919, Київ) — український педагог і громадський діяч, депутат Трудового конгресу України.

## З життєпису
Викладач Вінницького учительського інституту.
Член Трудового Конгресу, подільський губернський комісар освіти УНР (1917—1918), товариш міністра освіти (листопад 1918 року).
Діяч «Просвіти», в серпні 1918 сприяв переведенню чотирикласної освіти у Вінниці на державне забезпечення.
Завідувач відділу освіти УНР (прирівнюється до сучасного міністра) 5 — 26 грудня 1918.
Обраний депутатом Трудового з'їзду у січні 1919.
Перший редактор газети «Республіканські вісті». 12 квітня 1919 року заарештований ЧК та страчений у Києві 1 червня 1919 року.
9 липня 1919 надруковано повідомлення — розстріляний «в порядку червоного терору за контрреволюцію».
Пізніше реабілітований.